# Emilio Visconti Venosta
Emilio Visconti Venosta, född 22 januari 1829 i Milano, död 28 november 1914 i Rom, var en italiensk markis, diplomat och politiker.
Visconti verkade som journalist i Milano, där han anslöt sig till Giuseppe Mazzinis idéer. Missnöjd med Mazzini och särskilt med det misslyckade revolutionsförsöket i Milano 1853, som Visconti Venosta försökt avstyra, flydde han till Piemonte. Till Camillo di Cavour anslöt han sig redan 1853. Som kunglig kommissarie hos Giuseppe Garibaldi deltog Visconti Venosta i fälttåget 1859. Han sändes samma år att biträda Luigi Carlo Farini vid organisationen av Parma och Modena genom införande av sardiniska lagar. 
Till Paris och London avgick Visconti Venosta 1860 tillsammans med markis Gioacchino Pepoli i diplomatisk beskickning. I parlamentet invaldes han samma år Visconti Venosta biträdde samma år Farini vid styrelsen av Neapel, ledde utan ämbetstitel utrikesärendena. Från generalsekreterarposten i utrikesdepartementet under Farinis ministär inträdde Visconti Venosta som utrikesminister i Marco Minghettis ministär, maj 1863 till september 1864. Visconti Venosta ingick 1864 det fördrag med Frankrike rörande romerska frågan, varigenom Napoleon III förband sig att återkalla de franska trupperna i Rom, under det att Italien förpliktade sig att ej angripa det påvliga området. 
Efter ministärens fall på denna fråga sändes Visconti Venosta i mars 1866 som sändebud till Konstantinopel, men återkallades för att i Bettino Ricasolis ministär överta utrikesportföljen juni 1866 till april 1867. I ministärerna Lanza-Sella december 1869 till juni 1873 och Minghetti 1873 till mars 1876 beklädde Visconti Venosta samma post. Den italienska politiken beträffande påvedömet och Rom försvarade Visconti Venosta i cirkulärnoter augusti till oktober 1870. Garantilagen, som reglerade den italienska statens ställning till påvestolen, författades av Visconti Venosta. Han följde Viktor Emanuel II på dennes resa till Wien och Berlin 1873, varigenom förbindelserna mellan Italien, Österrike och Tyskland knöts. Visconti Venostas franska sympatier av kyldes genom det konservativa, starkt klerikala partiets maktställning i Frankrike. Till senator utsågs Visconti Venosta 1886. Han deltog 1893 i den internationella skiljedomen rörande Berings hav. 
Efter det italienska nederlaget i Abessinien 1896 inträdde Visconti Venosta som utrikesminister i Antonio di Rudinìs ministär, juli 1896 till maj 1898. I Luigi Pelloux ministär maj 1899 till juni 1900 och Giuseppe Saraccos juni 1900 till februari 1901 innehade Visconti Venosta samma post. Han verkade för ett handelspolitiskt närmande till Frankrike. Han lyckades under förhandlingarna 1898 rörande Kreta efter det grekisk-turkiska kriget 1897 vinna verklig delaktighet för Italien i stormakternas beslut. Han verkade för Thessaliens bevarande åt Grekland. Den italiensk-franska överenskommelsen 1902, varigenom Italien tillförsäkrade Frankrike fria händer i Marocko, men i utbyte tillerkändes rätt att besätta Tripolitanien, inleddes av honom. Med Österrike överenskom Visconti Venosta om bevarande av status quo i Albanien. Vid Algeciraskonferensen 1906 var han Italiens ombud och ställde sig härvid på Frankrikes sida.